# Kuloodporny
Kuloodporny (ang. Bulletproof Monk) – amerykański film z pogranicza komedii, akcji i fantasy. Film jest adaptacją komiksu autorstwa Breta Lewisa i Michaela Avona Oeminga.

## Fabuła
Bezimienny buddyjski mnich od wielu lat strzeże magicznego zwoju, dzięki któremu można zapanować nad światem. Ściga go były niemiecki oficer Strucker, który chce zdobyć artefakt dla siebie. Po sześćdziesięcioleciu latach strzeżenia zwoju mnich musi poszukać swojego następcy, sugerując się przepowiedniami otrzymanymi od swojego poprzednika. Wybór pada na młodego chłopaka Kara, który początkowo nie przejawia entuzjazmu. Wkrótce jednak łączy z mnichem swe siły, by razem ocalić świat przed niebezpiecznym nazistą.

## Główne role
- Chow Yun-Fat: bezimienny mnich
- Seann William Scott: Kar
- Jaime King: Jade
- Karel Roden: Strucker
- Victoria Smurfit: Nina
- Makoto Iwamatsu: Kojima